# Vyacheslav Oxunov

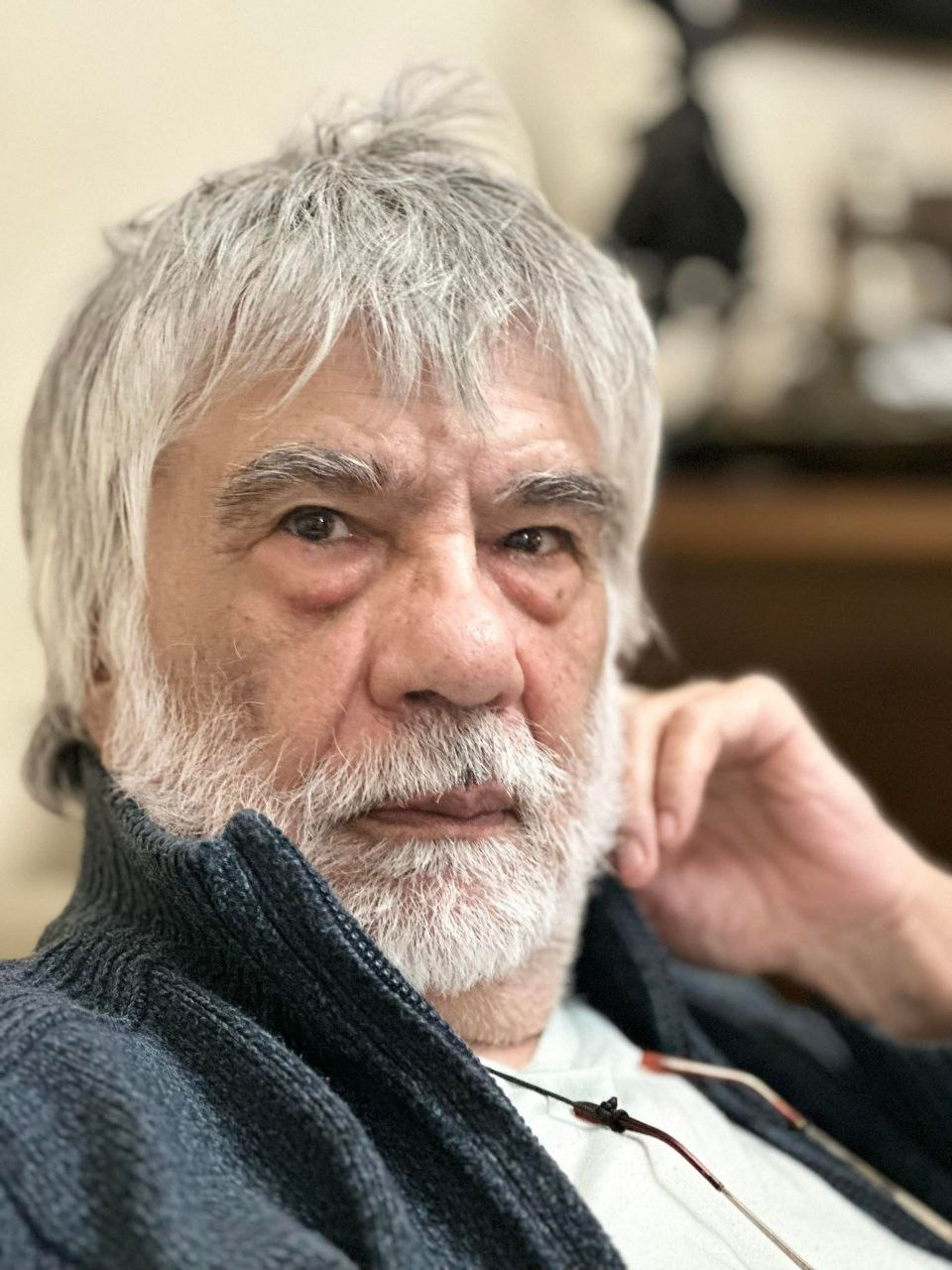
Vyacheslav Oxunov

Vyacheslav Oxunov (* 1948 in Osch, Kirgisistan), auch Akhunov geschrieben, ist ein usbekischer Künstler.

## Leben
Oxunov verbrachte die ersten vierzig Jahre seines Lebens in der Zeit der Sowjetunion. Sein Vater ist Usbeke und seine Mutter ist Russin. Er leistete in der Roten Armee seinen Wehrdienst, studierte dann an der Kunstschule in Frunse (heute Bischkek) und wechselte an die Akademie der Künste in Moskau. Nach dem Studium kehrte er nach Fergana (Usbekistan) zurück und arbeitete als Künstler, nahm auch an Ausstellungen teil.
In Fergana wurde Oxunov von Scharaf Raschidow entdeckt, damals der Erste Sekretär des Zentralkomitees der KPdSU in Usbekistan und damit der mächtigste Mann in dieser Sowjetrepublik. Raschidow schenkte Akhunov eine Wohnung in Taschkent, wo Oxunov ungestört arbeiten konnte. Diese Beziehung führte aber andererseits auch dazu, dass Akhunov kein Nonkonformist werden konnte. Oxunov arbeitet mit den Mitteln der Malerei, der Installation, der Performance, Videokunst und Aktionskunst. Manche Betrachter ordnen seine Kunst dem späten Surrealismus zu, andere dem Neo-Underground. Oxunov lebt in Taschkent.

## Ausstellungen (Auswahl)
- 2005: Corner, Video in Zusammenarbeit mit Sergey Tichina, 51. Biennale di Venezia, Venedig[2] (Ausstellungsbeteiligung im Zentralasiatischen Pavillon)
- 2008: traces du sacré, Centre Pompidou, Paris (Ausstellungsbeteiligung)
- 2012: 100 Notes/100 Thoughts, DOCUMENTA (13), Kassel (Ausstellungsbeteiligung)